# Charles Pinckney
Pour les articles homonymes, voir Pinckney.
Ne doit pas être confondu avec Charles Cotesworth Pinckney.
Charles Pinckney, né le 26 octobre 1757 à Charleston (Caroline du Sud) et mort dans la même ville le 29 octobre 1824, est un homme politique américain, l'un des Pères fondateurs des États-Unis en tant que délégué de Caroline du Sud au Congrès continental et signataire de la Constitution des États-Unis.
Membre du Parti fédéraliste, Pickney commence sa carrière à la Chambre des représentants de Caroline du Sud (de 1787 à 1789, de 1792 à 1796, en 1806 et de 1810 à 1814), et au Sénat de l'État (entre 1779 et 1782, également premier président de l'assemblée au cours de son mandat). Il a par la suite occupé les postes de gouverneur à trois reprises (de 1789 à 1792, entre 1796 et 1798 et de 1806 à 1808), de représentant fédéral (1er district de Caroline du Sud, en fonction de 1819 à 1821) et de sénateur au Congrès des États-Unis (entre 1798 et 1801). Il a également été ambassadeur des États-Unis en Espagne de 1802 à 1804.

## Biographie
Son influence est importante lors de la Convention de Philadelphie. Bon nombre de ses propositions sont retenues dans la Constitution américaine,,.